# Florinda Bolkan

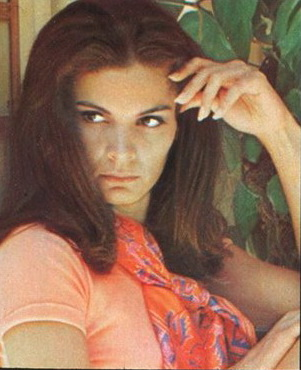
Florinda Bolkan (1970)

Florinda Bolkan (tên khai sinh Florinda Soares Bulcão; 15 tháng 2 năm 1941) là một nữ diễn viên và người mẫu đã nghỉ hưu người Brazil.

## Tiểu sử
Florinda Bolkan sinh ra ở Uruburetama và sống ở Fortaleza và Rio de Janeiro cho đến khi cô chuyển đến Ý. Là một cựu thanh tra chuyến bay cho hãng hàng không quốc tế Brazil Varig, cô trở nên thông thạo tiếng Anh, tiếng Ý và tiếng Pháp. Bulcão chuyển đến Ý vào năm 1968 sau khi được phát hiện bởi đạo diễn phim Luchino Visconti. Cô đổi tên thành Florinda Bolkan vì cô nghĩ nó sẽ thoải mái hơn cho khán giả quốc tế. 
Florinda Bolkan đã diễn với Beatle Ringo Starr trong bộ phim đầu tiên của cô, Candy. Cô làm việc trong hơn bốn mươi bộ phim, chủ yếu ở Ý. Florinda Bolkan được đạo diễn bởi Vittorio de Sica trong Una Breve Vacanza. Dưới sự chỉ đạo của Elio Petri, cô đã thực hiện Điều tra về một công dân nghi ngờ. Enrico Maria Salerno chỉ đạo cô trong Anonimo Veneziano. Florinda Bolkan đã làm việc với Jean-Louis Trintignant, John Cassavetes và Annie Girardot.
Giống như Sophia Loren, Claudia Cardinale và Monica Vitti, Florinda Bolkan cũng đã giành được giải thưởng David di Donatello ba lần, tương đương với giải thưởng của Viện hàn lâm ở Hollywood. Khi De Sica chọn cô ấy trong Una Breve Vacanza, bộ phim giới thiệu cô ấy đến Bắc Mỹ, anh ấy nói: "Tôi đã chọn bạn vì đôi mắt của bạn đã biết thế nào là nạn đói." Florinda Bolkan trả lời: "Những người sinh ra ở Ceará mang trong mình một phần mạnh mẽ và cứng rắn của thực chất."